# Tunnelen (film fra 1915)
 For alternative betydninger, se Tunnelen. (Se også artikler, som begynder med Tunnelen)
Tunnelen er en tysk stumfilm fra 1915 af William Wauer.

## Medvirkende
- Friedrich Kayßler som Mac Allan
- Rose Veldtkirch som Maud Allan
- Hermann Vallentin som Mr. Lloyd
- Fritzi Massary som Ethel Lloyd